# ده غلان (سيد جمال الدين)
ده غلان (بالفارسية: دهگلان) هي مستوطنة تقع في إيران في قسم سید جمال الدین الريفي. يقدر عدد سكانها بـ 234 نسمة .